# Cettia
Cettia – rodzaj ptaków z podrodziny wierzbówek (Cettiinae) w obrębie rodziny wierzbówkowatych (Cettiidae).

## Rozmieszczenie geograficzne
Rodzaj obejmuje gatunki występujące w Eurazji i Afryce.

## Morfologia
Długość ciała 8–14,5 cm, masa ciała 6–18,5 g.

## Systematyka
Rodzaj zdefiniował w 1834 roku francuski zoolog Karol Lucjan Bonaparte w publikacji własnego autorstwa poświęconej faunie włoskiej. Gatunkiem typowym jest (oryginalne oznaczenie) wierzbówka zwyczajna (C. cetti).

### Etymologia
- Cettia: Francesco Cetti (1726–1778), włoski ksiądz, matematyk oraz zoolog[5].
- Oligura: gr. ολιγος oligos ‘krótki, mały’; ουρα oura ‘ogon’[6]. Gatunek typowy (późniejsze oznaczenie): Tesia flaviventer Hodgson, 1837 (= Sylvia? castaneo-coronata E. Burton, 1836)[7].

### Podział systematyczny
Do rodzaju należą następujące gatunki:
- Cettia major (F. Moore, 1854) – wierzbówka rdzawoczelna
- Cettia brunnifrons (Hodgson, 1845) – wierzbówka himalajska
- Cettia castaneocoronata (E. Burton, 1836) – wierzbówka żółtobrzucha
- Cettia cetti (Temminck, 1820) – wierzbówka zwyczajna